# コムシスシェアードサービス
コムシスシェアードサービス株式会社は、東京都に本社を置く日本の企業。コムシスホールディングス株式会社100％子会社（事業会社）の一つである。
日本コムシス株式会社、サンワコムシスエンジニアリング株式会社、株式会社TOSYSがそれぞれ電気通信工事やIT関連事業を行っているのに対し、コムシスシェアードサービス株式会社はグループの総務・人事・給与・経理・福利厚生などの共通業務を集中処理している。また、コムシスグループや一般企業への人材派遣事業を行っている。

## 所在地
- 東京都港区高輪3-23-14